# Aubrey Edwards
Brittany Aubert (nascida em 9 de março de 1987), mais conhecida pelo nome de ringue Aubrey Edwards, é uma desenvolvedora de videogame americana e árbitra de wrestling profissional que assinou contrato com a All Elite Wrestling (AEW). Ela também é coordenadora do projeto da promoção e co-apresentadora do AEW Unrestricted com Tony Schiavone .

## Carreira

### Indústria de videogame
Aubert tem formação em engenharia de software e ciência da computação, tendo trabalhado anteriormente na indústria de videogames como produtor. Aubert trabalhou anteriormente na 5th Cell, onde trabalhou na série de videogames Scribblenauts por mais de seis anos. Ela começou como programadora de ferramentas para o título inaugural da série e eventualmente se tornou produtora principal do título de lançamento do Wii U, Scribblenauts Unlimited.
Aubert está envolvido no desenvolvimento contínuo da AEW Games.

### Luta profissional
Aubert juntou-se à promoção independente 3–2–1 BATTLE! como árbitro, inicialmente sob o nome de Gearl Hebner. Ela começou a trabalhar com outras promoções baseadas em Washington, como DEFY e Without a Cause, usando o nome de Aubrey Edwards.
Em 2018, Edwards fez aparições na WWE, trabalhando como árbitro do Mae Young Classic e do WWE Evolution.
Em agosto de 2019, Edwards fez história no All Out da AEW ao se tornar a primeira mulher a arbitrar uma partida do campeonato mundial de wrestling profissional em pay-per-view. Ela assinou com a AEW em 1º de setembro de 2019, tornando-se a primeira árbitra em tempo integral da promoção.

## Outras mídias
Aubert fez sua estreia no videogame como personagem jogável em AEW Fight Forever.

## Vida pessoal
Aubert é bissexual. Antes de se tornar árbitro profissional de luta livre, Aubert praticou balé clássico por 21 anos.